# Quintas da Torre

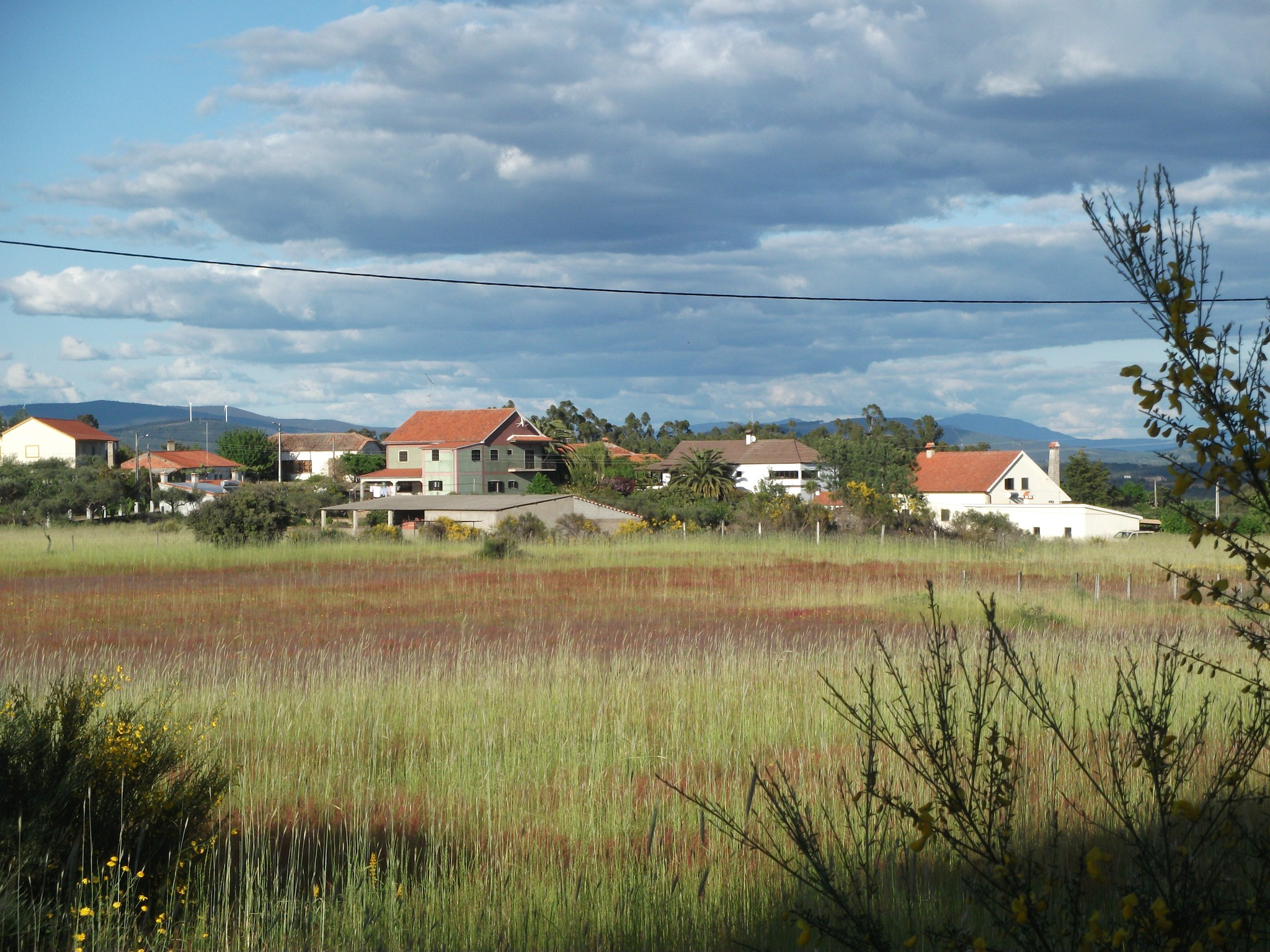
Zona centro da aldeia Quintas da Torre (Torre dos Namorados)

Quintas da Torre (também conhecida por Torre dos Namorados) é uma aldeia portuguesa, que pertence à União de freguesias de Vale de Prazeres e Mata da Rainha, no Concelho de Fundão, distrito Castelo Branco, região Centro Interior de Portugal Continental. Conta com 56 habitantes (2011) e está situada num vale entre as cordilheiras das serras da Gardunha e Malcata. 
As cordilheiras encontram-se situadas na extremidade este do concelho do Fundão numa zona de confluência de limites de concelho da raia: Penamacor e Idanha-a-Nova.
As freguesias vizinhas são as freguesias de Enxames a oeste, e Capinha a norte, e as freguesias de Pedrógão de São Pedro a sul, e Penamacor a este. 
O nome original da localidade era Torre dos Namorados.No entanto, dado o povoamento disperso do lugar, passou a ser conhecida por Quintas da Torre. Nas proximidades, em direção à localidade de Póvoa da Palhaça, situa-se o castro da Covilhã Velha.   

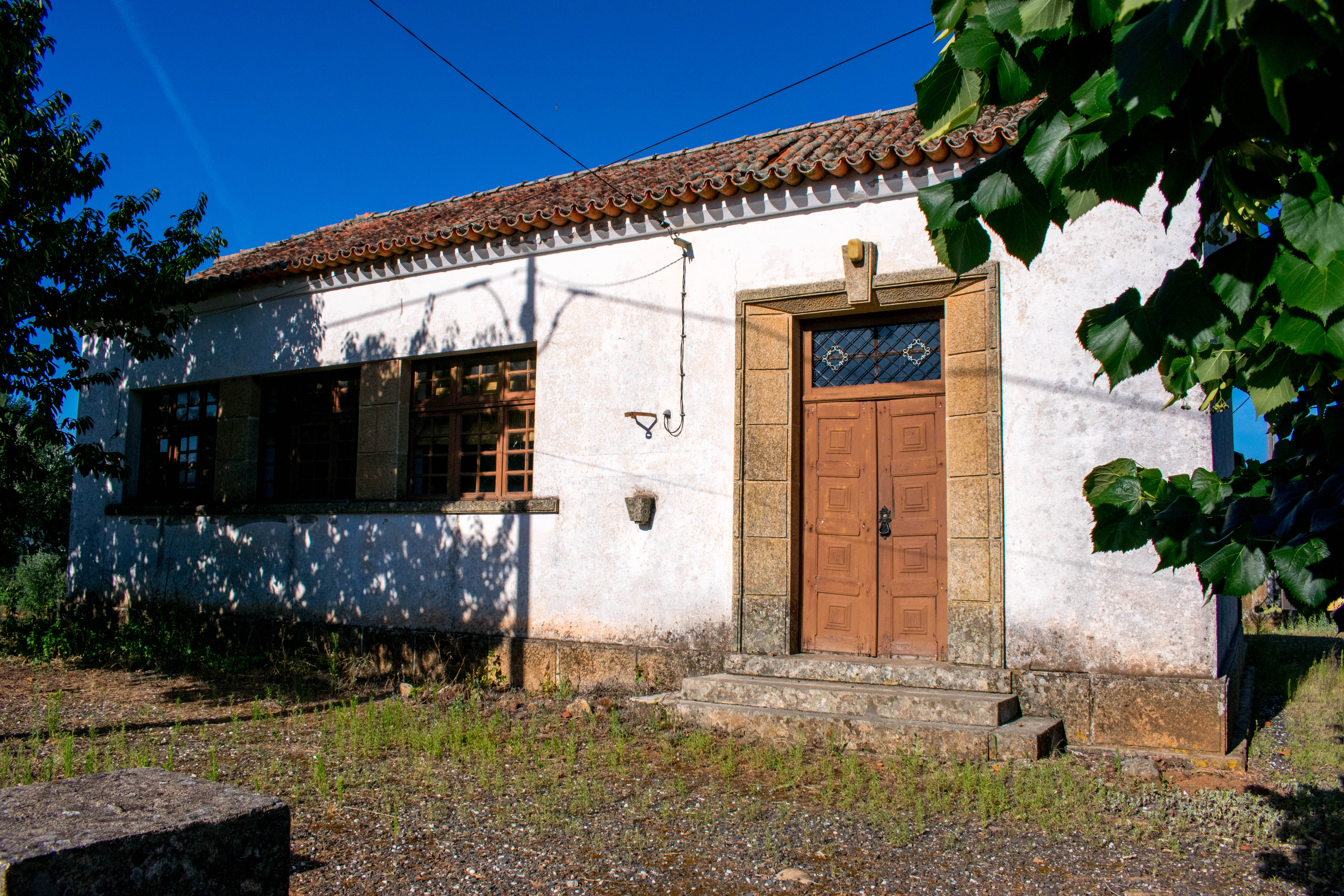
Escola Primária das Quintas da Torre

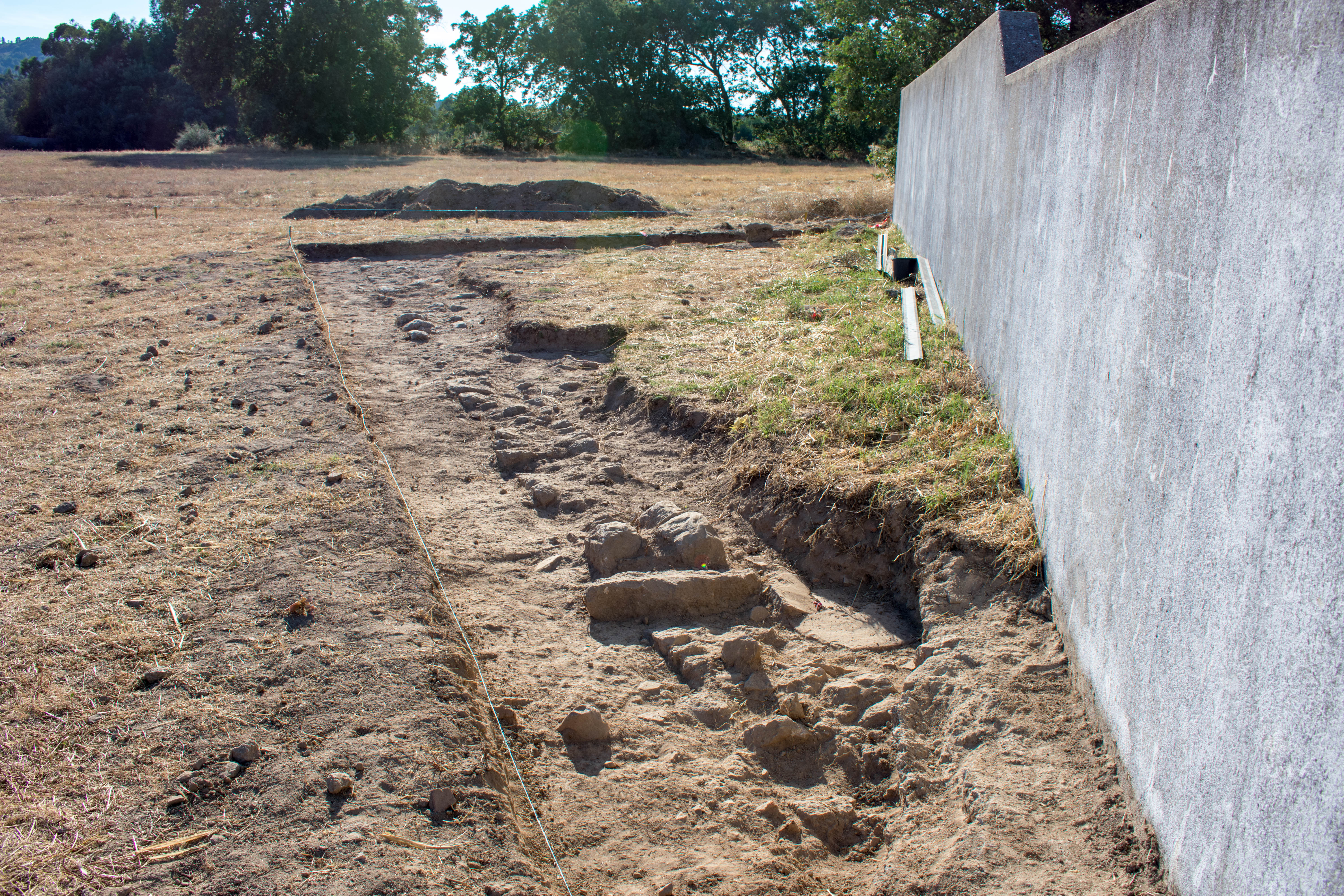
Escavações arqueológicas junto ao cemitério

Na aldeia de Quintas da Torre existem vários espaços e edifícios de interesse, nomeadamente uma escola primária, já encerrada, dada a escassez da natalidade, um cemitério, uma capela dedicada a Nossa Senhora de Fátima e uma casa mortuária. Existe também um Centro Social e Cultural, de natureza associativa, que presta apoio à terceira idade, tendo como serviços, centro de dia e apoio domiciliário, e ainda faculta espaço á Extensão do Centro de Saúde do Fundão - Quintas da Torre.        